# Голополосов, Борис Александрович
Бори́с Алекса́ндрович Голополо́сов (5 октября 1900, Архангельск — 22 декабря 1983, Москва) — советский художник-живописец.

## Биография
Родился в семье инженера. Семейная история оказала существенное влияние на личность и характер творчества Бориса Голополосова. Его отец, дворянин по происхождению, инженер-железнодорожник, принимал активное участие в революциях 1905 и 1917 годов, прошёл через аресты и тюремное заключение, а в 1923-м вышел из партии. Сын стал свидетелем тяжёлого мировоззренческого кризиса отца. 
В революцию чёрт знает что творилось, во время и по окончании её. Все были на сто процентов революционеры, особенно молодёжь. Мне казалось, что эту революцию нужно показать сезаннистскими красками: красный, синий, зелёный.

— Б. А. Голополосов, расшифровка записи О. О. Ройтенберг с Б. А. Голополосовым, хранящейся в Государственной Третьяковской галерее.
Учился в Московском училище живописи, ваяния и зодчества у С. В. Малютина и В. Н. Яковлева, во Вторых государственных свободных художественных мастерских—ВХУТЕМАСе (1919—1925) у А. В. Шевченко. В 1923 году, будучи студентом, спроектировал и расписал павильон «Винторг» на 1-й Всесоюзной сельскохозяйственной выставке. В том же году вместе с группой учеников А. В. Шевченко впервые принял участие в выставке «Первая выставка станковых художников», будущее общество «Цех живописцев» с 1926 года. Являлся членом правления этого объединения. Член АХР с 1931 по 1932 годы.
В 1937 году исключён за «формализм» из МОССХа, куда был принят в 1933 году. Пытаясь избежать репрессий, объездил полстраны, бродяжничал, охотился, плавал матросом на швартботе по Каспию.
Спустя 43 года после исключения, в 1977 году, участвовал в выставке «Художники 1-й пятилетки», однодневной выставке, организованной Ольгой Ройтенберг в Москве. В 1978 году вновь вступил в Союз художников.
Жил в Москве.
Работы художника находятся в Государственной Третьяковской галерее, Архангельском музее изобразительных искусств, Государственном музее искусств имени И. В. Савицкого (Нукус) и частных собраниях.

## Творчество
Живописец, акварелист. Работы «У мавзолея Ленина» (1927) и «Борьба за знамя» (1927) написаны под личным впечатлениям и передают ощущения жесточайшей политической борьбы. Автор тематических, жанровых картин, пейзажей, портретов, натюрмортов.